# رود داگومیس
رود داگومیس (انگلیسی: Dagomys) یک رودخانه در سرزمین کراسنودار کشور روسیه است.